# Batiz (Szatmár megye)
Batiz (románul: Botiz) falu Romániában, Szatmárnémetitől északkeletre.

## Fekvése
Szatmár megyében, a Szatmári-síkságon, Szatmárnémeti mellett fekvő település.

## Eredete
A 'batis' kun eredetű szó, jelentése: naplemente.

## Története
Batizról az első adat 1369-ből maradt fenn, mikor Simon horvát bán I. Lajos királytól felkérte és a meggyesi uradalomhoz csatolta. Ekkor már egyháza is említve volt.
1378-ban Simon özvegyéé lett.
1392-ben határát megjáratták Vasvár felől.
1422-ben Vetéssy Jakab rátört a településre, és az itt lakó jobbágyokat kifosztotta.
1433-ban a Móroczoké, de ezek kihaltával, 1496-ban a Drágfyak foglalták el, azonban a meggyesi uradalomra a Báthoryak tartottak igényt, és meg is szerezték Batizt is.
1520-ban történt osztozáskor megosztoznak.
1583-ban Báthory Zsuzsanna a saját részbirtokát elzálogosította férjének, Uray Mihálynak.Vasvári Bélteki Mihály és felesége részbirtokot kapnak Batizon.
A község régi urai a Báhoryak óta a 18. század végén a Jakó, Fényes, Osvát és Ecsedy családok voltak.
Az 1900-as évek elején nagyobb  birtokosa a Des Escherolles, Kruspér Sándor, Jakó Ende, Fényes Péter, Kovásznay Zsigmond.
2004-ben kivált a községből Egri és Gombástanya, amelyekből az önálló Egri községet szervezték.

## Nevezetességek
- Görögkatolikus templom – 1896-ban épült.
- Gombás erdő – Az elmúlt századokban a vármegye legnevezetesebb síkvidéki erdősége volt, búvóhelye az alföldről elmenekült, de itt állandó tanyát sohasem vert szegénylegényeknek.